# Hetsjakt

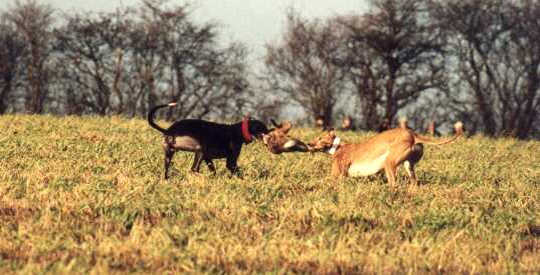
Två greyhound har fångat en kanin under tävling i hare coursing.

Hetsjakt är en form av jakt på ett bytesdjur. Termen har kommit att användas i två olika betydelser:
1. Vilda djur som jagar bytesdjur i flock.
2. Människor som jagar vilt på ett sådant sätt att dessa hetsas.

## Vilda djur som jagar bytesdjur i flock
Bland de djurarter som främst jagar på detta sätt kan nämnas varg, asiatisk vildhund, afrikansk vildhund och fläckig hyena. Genom att dessa rovdjur samverkar vid jakten på ett bytesdjur kan de uppnå en evolutionär fördel. Detta anses delvis ha givit upphov till dessa djurs sociala beteende.

## Människors jakt på vilt vilka blir utsatta för hets vid utövandet av jakten

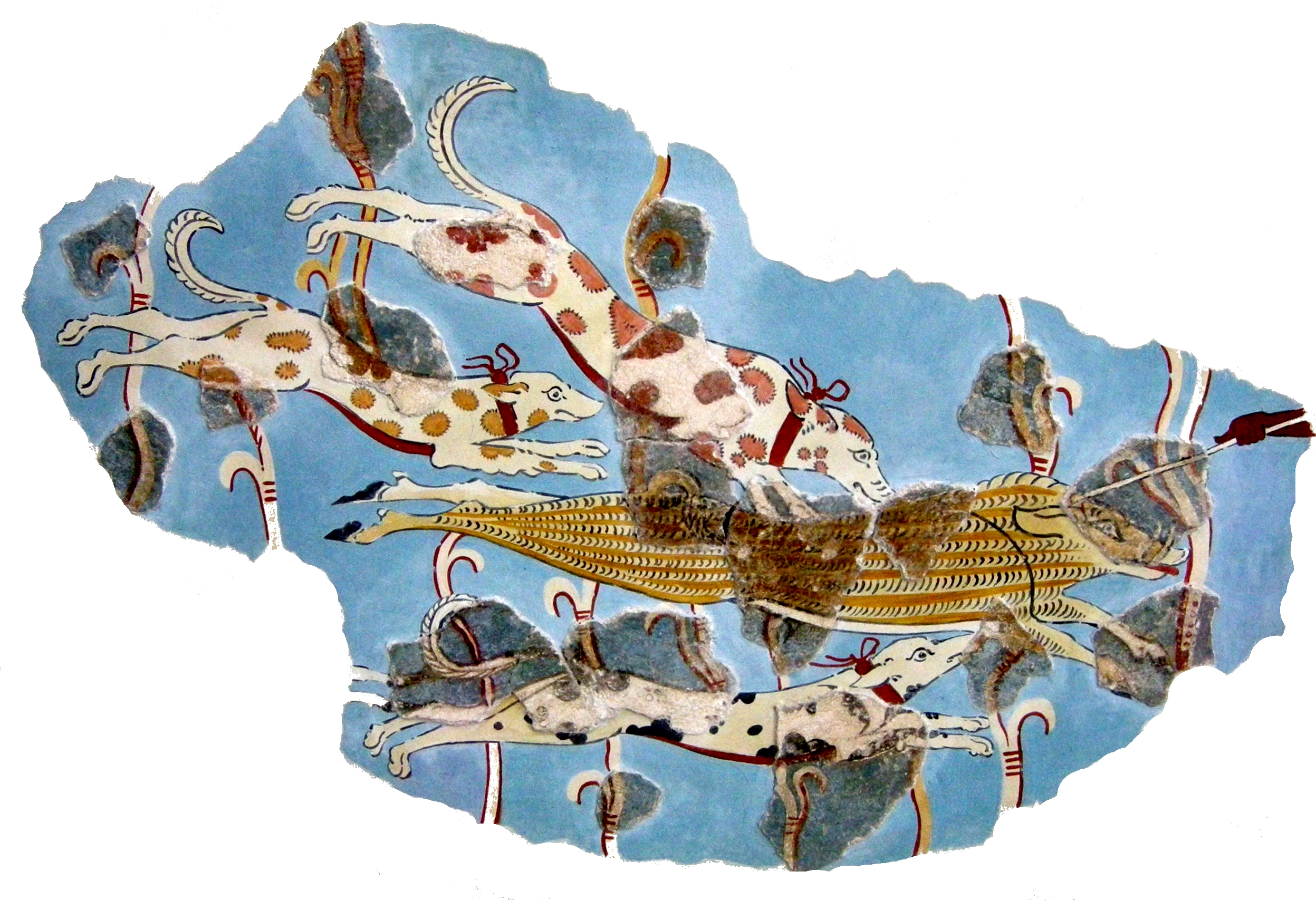
Minoiska fresker i det Arkeologiska Nationalmuseet i Athen.

En av de äldsta formerna av jakt bestod i att människor spårade och sprang i kapp vilt för att kunna döda dem. Denna form av jakt kan ha varit betydelsefull för människans utveckling. Denna form av hetsjakt torde numera utövas av Sanfolket i Afrika och av Tarahumarafolket i Mexiko.
Då vargen domesticerades kom den att utvecklas till att bli det som vi nu benämner som hund. Dessa hundar kom att användas som jakthundar av människan. Det kan därvid ha skett som en form av symbios mellan hund och människa, som gynnade båda dessa arter. Det anses som inte osannolikt att denna tidiga samverkan mellan hund och människa i samband med jakt kan ha inneburit en form av samevolution mellan dessa arter. vilket skulle kunna ses som en form av mutualism.[källa behövs]
Man har hittat avbildningar av hetsjakt i palatset i Tiryns från senmykensk tid (ca 1400 - 1225 f.Kr.). Den romerske historikern Arrianos gjorde i verket Cynegeticus år 150 en berömd beskrivning av hetsjakt. Vid hetsjakt används hetsande hundar som jagar med synen och springer ikapp viltet för att nedlägga det. Antingen dödar hundarna bytet direkt eller så hålls det fast tills jägaren hinner fram för att döda det.
Parforcejakt kan ses som en form av hetsjakt, vilken numera främst utövas i Frankrike. Även engelsk rävjakt har ansetts vara en form av hetsjakt, varför denna jaktform har förbjudits i Skottland, England och Wales, denna jaktform utövas numera främst på Irland och Nordirland i Europa. Hetsjakt är förbjudet inom flera europeiska stater. I Sverige är detta reglerat i, bland annat, jaktförordningen.

## Hundsport vars historiska ursprung kommer från hetsjakt
Coursing förekommer fortfarande som sport i flera anglosaxiska länder, där vinthundar får tävla om att jaga och döda kaniner. Jaktformen simuleras i sporterna hundkapplöpning och lure coursing.